# 回到未来：游戏版
《回到未来：游戏版》是改编自《回到未来》系列电影的章回体互动式悬疑戏剧文字冒险电子游戏。游戏由Telltale Games获得环球影业许可而开发，电影三部曲的联合制作人、联合编剧和联合缔造者鲍勃·盖尔协助公司编写剧情。原版演员迈克尔·J·福克斯和克里斯托弗·劳埃德允许开发商在游戏中使用他们所扮演的主角马蒂·麦佛莱和爱默·布朗博士的肖像。劳埃德还为博士配音，而A.J Locascio为马蒂配音；福克斯在最后一章中为两位客串角色配音，重新出演未来版本的马蒂·麦佛莱以及他的祖先威廉。游戏被分成五章在多个游戏平台发布，首章于2010年12月22日登录Microsoft Windows和OS X，2011年2月登录PlayStation 3和iOS。第二章到第五章于2011年2月到6月发布，最终章于2011年6月23日发布。Telltale在北美地区发布用于PlayStation 3和Wii平台的零售版。为纪念电影上映30周年，Telltale Games将PlayStation 4、Xbox 360和Xbox One版的发售日期设置在2015年10月13日。在电影中扮演比夫·塔内的托马斯·弗朗西斯·威尔逊将更新原本中基德·彼洋的配音。

## 玩法
游戏以第三人称视角呈现。玩家需要用键盘、鼠标或游戏手柄控制马蒂探索3D环境。玩家可能让马蒂检查物件，与非玩家角色对话（透过交谈选项开启对话），执行特定的动作解开谜题从而推动游戏发展。能被拾起的物件将存放在马蒂的清单中，之后与其他角色或物体互动时可派上用场。游戏还为玩家提供当前任务列表，完成任务才能推动游戏发展。玩家还可以访问提示系统，一次解开一条关于揭开特定谜题的隐蔽线索。

## 剧情
1986年，马蒂·麦佛莱（Marty McFly）最后一次见到爱默·布朗博士（Dr. Emmett "Doc" Brown）（銜接《回到未来III》的结局）已过去数月，银行开始取消对他的房子的赎回权。马蒂和父亲乔治·麥佛萊（George McFly）在整理博士的遗物时发现博士的笔记本中夹着他的通量电容器的概念图，以防止曾經發現時光機的秘密的畢夫·譚能（Biff Tannen）将其抢走。在翻看笔记本时，马蒂惊讶地发现原本已經損毀的迪羅倫時光機出现在实验室門外，里头還载着博士的爱狗爱因斯坦，此外还有一个包含博士的留言的录影带。在留言中，博士解释如果自己穿着一只神秘的鞋子遇到了麻烦，时间机便会自动返回目前的年代。伴随着黄色的时间电路显示空白，马蒂利用爱因斯坦和鞋子的气味追踪到马蒂就讀的學校的校长杰拉尔德·斯特里克兰的姐姐埃德娜·斯特里克兰，还有前山谷镇（Hill Valley）报社的一名编辑。发现鞋子属于埃德娜后，尽管来自过去的某个时间，马蒂与埃德娜交谈后，翻阅了她那扎堆的报纸，发现博士于1931年被关押，並被畢夫的父亲欧文·“基德”·譚能（Irving "Kid" Tannen）杀害。
马蒂於是開着時光機前往1931年6月14日，在博士遇害的前夕在监狱的外头与博士谈话。博士解释他被指控在基德的一家非法经营的酒吧内纵火，要求马蒂与1931年的自己对话，那個时候的他有能夠让他越狱的火箭钻。他还透露（需要玩家一直跟他说话）所谓的時光机被摧毁实际上是出现在2015年那台真正的時光机的翻版，这台翻版在真正的時光机被闪电击中穿越到1885年並墜毁后被造出。马蒂发现年轻时的博士有着成为伟大科学家抱负，但遭到父亲法官布朗的强烈反对。马蒂说服年轻的博士提供帮助。在任务期间，马蒂遇到了他的祖父亚瑟·“阿蒂”·麦佛莱（Arthur "Artie" McFly），他是基德的会计师。阿蒂开始对出卖基德的非法活动感到害怕，但最终仍被马蒂说服。马蒂还碰到年轻时的埃德娜（Edna），当时她为报社撰写有保守问题的文章。马蒂后来的遇见女友珍妮弗·帕克（Jennifer Parker）的祖父，帕克警官（Officer Parker）。马蒂最终成功释放博士并返回时光机，但马蒂这时突然开始消失。两人发现阿蒂因為出卖基德而被基德枪杀，导致马蒂未能出生。为了解决这个历史问题，马蒂回到了七个小时前，小心翼翼地注意着拯救博士和救援阿蒂前的步骤。两人将之前说服阿蒂改成离开小镇保护他，马蒂就不再消失了。相信一切都处理妥当后，两人回到目前，却发现由于阿蒂没有作证，基德仍然在扩大自己的犯罪活动，而现在譚能家族正控制着山谷市。马蒂和博士又去到1931年两人碰头的前几天，发现基德的情妇特里克（Trixie）作证词让基德被判有罪并爱上了阿蒂，还让帕克警官改变出庭作证的想法。帕克反对逮捕基德正是多亏了两人的干扰。此外，阿蒂回归，1931年的博士正在进行公众实验。但博士表示他应该借鉴电影《科学怪人》。马蒂和博士在1931年的博士和埃德娜的帮助下制定方案说服特里克作证并跟帕克警官说正经话，确保基德被正确逮捕。两人离开1931年后并未意识到他们的行动已經造成埃德娜爱上1931年的博士，分散他对科学事业的追求心。
回到1986年后，博士突然消失，時光機撞上广告牌造成时间电路損毁。马蒂发现山谷市已经成为了一个被极权主义社会组织“公民布朗”（Citizen Brown）包围的社区。在调查中，马蒂意识到博士和自己离开1931年后与埃德娜结婚，埃德娜说服1931年的博士——即“公民布朗”——用他的科学天赋创造一个给人们灌输强硬道德价值观的程序“公民加成”（Citizen Plus）。屡次碰壁让马蒂得以接近公民布朗，并向布朗展示夹着通量电容器图纸的笔记本。公民布朗对他的替身帮助马蒂修复时间机器感到非常好奇，同时还发现埃德娜一直在操纵他。尽管埃德娜企图抓捕并给两人洗脑，两人还回到了1931年。由于意外，时间机器把他们送到了比首次到达1931年的几个月前，此时埃德娜和爱默的关系在显著发展。马蒂坚持认为需要破坏两人的关系，但公民布朗知道如果埃德娜没有爱默会很孤独，于是同情她，并抱怨马蒂没有把她的感情放在心上（承认他年轻时的眼界比年迈时的眼界要好）。公民布朗开走德罗宁去搜集他的想法。
马蒂将他的计划付诸行动，利用特里克对埃德娜的反感（埃德娜也恨他）迫使爱默与她分手，造成两人变得绝望。然而，未来必须要正确设置，马蒂决定将爱默设置回学习科学课程的模式，鼓励他协助准备即将到来的山谷镇科技博览会。同时，公民布朗发现真的伤心欲绝的埃德娜正沿着道路徘徊，向载她一程，埃德娜告诉公民布朗马蒂所做的事。在博览会上，公民布朗和埃德娜试图破坏爱默的飞行汽车展览。马蒂不经意地从埃德娜身上发现她才是非法经营酒店纵火案并嫁祸给博士的罪魁祸首，但她在被逮捕前逃脱。马蒂后来阻止公民布朗干扰爱默的演示，演示最终完满结束。马蒂帮助爱默与父亲法官布朗修复关系，布朗更加支持爱默对科学事业的追求。
埃德娜企图动摇公民布朗进一步帮助他，但被布朗拒绝。埃德娜一气之下偷走德罗宁碾死公民布朗后消失。公民布朗去世后，博士告诉马蒂他在埃德娜露出狐狸尾巴前对她做的事是正确的。马蒂给了爱默一本封住的笔记本，让他在后来打开；此后不久，马蒂非常熟悉的博士乘坐第二代德罗宁（可能是改版或是原样重造）回归，利用笔记本及时定位马蒂。两人重新联系上后，山谷镇突然在两人周围消失。不久后他们在附近找到马蒂的曾祖父威廉·“威利”·麦佛莱（William “Willie” McFly），威廉解释称山谷镇于1876年落成不久后被烧毁。博士和马蒂利用时间机器回到过去，发现埃德娜故技重施，扬言要烧掉比夫的高祖父博勒加德·塔内经营的交谊厅。两人设法阻止她，但又让她乘坐第一代德罗宁逃跑，马蒂和博士立刻获得备用时间机器的控制权，追着她回到山谷城重新出现的1931年。当时的她与基德·塔内一同被关进大牢。备用的德罗宁之后消失。马蒂最后一次见到阿蒂，惊讶地发现他爱的不是他的祖母西尔维娅，而是特里克，但后来得知特里克的真名就叫西尔维娅，两人始终是要发展关系的。确保未来已经被设置，博士和马蒂回到现在。他们发现埃德娜在蹲监狱时爱上了基德并结了婚，两人被保释后过上了更加幸福的生活。更让马蒂惊讶的是，博士已住在他的父亲与妻子克拉拉和儿子共同居住的老家中。博士向马蒂解释称，他过去几个月的失踪经历编纂了麦佛莱家族在山谷镇的历史，这将是马蒂的毕业礼物。
突然间，三台德罗宁出现，每台机器都有马蒂能够驾驶的未来版本。三台机器接触马蒂和博士，表示他们是来保障他们各自的未来的。博士和他的马蒂在彼此争吵中离开马蒂一家，表示未来可以等待他们享受目前的时光一阵子后再去，后来他们用时间机器前往一个未知的时间点。

## 章节
| |                                                               |  |  |  |
| 第一章：该上路了 "It's About Time" | PC/OS X: 2010年12月22日 PSN: 2011年2月15日 iOS: 2011年2月17日 |  |  |  |
| 被馬蒂认为损坏的迪羅倫時光機再次出现，马蒂於是前往1931年救助被指控纵火烧毁一座非法经营的酒店而被关进监狱、时间搁浅的布朗博士。为了帮助他出狱，马蒂必须与1931年的博士建造一个火箭钻。在火箭钻的建造过程中，马蒂给了他的祖父亚瑟一张要让比夫的父亲基德·塔内（）为他的错误行為付出代价的传票。博士此時突然被转到另一座监狱，因此马蒂骑着一辆由火箭弹驱动的自行车追上并解救他，但是当两人准备乘坐時光機返回1986年时，马蒂的手突然开始消失。 |                                                               |  |  |  |
| |                                                               |  |  |  |
| 第二章：落入法网 "Get Tannen!" | PC/OS X: 2011年2月16日 PSN: 2011年3月29日 iOS: 2011年4月20日  |  |  |  |
| 布朗博士从一张报纸上意识到马蒂的祖父被杀，这便是马蒂的手消失的原因，马蒂奋不顾身前往拯救他。但回到1986年後，他发现比夫的两个兄弟正在欺负镇上的每个人。马蒂之后回到1931年，基德被释放的当天以修复时间线。 |                                                               |  |  |  |
| |                                                               |  |  |  |
| 第三章：极权社会 "Citizen Brown" | PC/OS X: 2011年3月29日 PSN: 2011年5月3日 iOS: 2011年5月26日   |  |  |  |
| 回到1986年後，马蒂发现时间线已经改变，山谷镇（Hill Valler）已經成为由另一个版本的布朗博士所操作的洗脑社会。 |                                                               |  |  |  |
| |                                                               |  |  |  |
| 第四章：双重眼界 "Double Visions" | PC/OS X: 2011年4月29日 PSN: 2011年6月7日 iOS: 2011年6月2日    |  |  |  |
| 马蒂与布朗博士回到1930年的山谷镇处理两人的行为所造成的后果时遇到棘手的情况。马蒂利用一些狡猾的手段让自己走出烂摊子，并及时赶回解决这个改变的时间线。 |                                                               |  |  |  |
| |                                                               |  |  |  |
| 第五章：终极对战 "Outatime" | PC/OS X: 2011年6月23日 PSN: 2011年7月26日 iOS: 2011年7月21日  |  |  |  |
| 马蒂发现他在1931年的行动导致埃德娜烧毁了山谷镇。博士和玛蒂必须阻止埃德娜破坏山谷镇以解决他们的时间线。 |                                                               |  |  |  |

## 开发

这张开发阶段的屏幕截图展现了简易的用户界面和主角马蒂·麦佛莱和布朗博士的角色设计。

2010年6月初，作为创作改编自环球影业《回到未来》和《侏罗纪公园》系列电影的电子游戏的许可权交易的一份子，Telltale Games公布了《回到未来：游戏版》。作品被分成五个章节在Microsoft Windows、OS X、PlayStation 3、Wii（单独零售版）和iOS平台发布。
开发团队透过网上调查寻求影迷们在各种场合下的选择，并邀请电影三部曲的联合创作人、联合编剧和联合制片人鲍勃·盖尔担任剧情顾问。鲍勃和导演罗伯特·泽米吉斯提出第二部电影中的原本概念，如探索公约时代和博士的家族史，都被修改成游戏。Telltale Games秉承电影所设立的时间线成为剧本开发方面的最大挑战之一。许多造成与电影剧情矛盾的构思因冲突而被废弃。盖尔表示，尽管游戏并不是系列电影的正典，但它的剧情可能会按照架空时间线发展。
2010年9月，团队公布主角首张概念图。该图由艺术家莱恩·琼斯根据迈克尔·J·福克斯和克里斯托弗·劳埃德的外形塑造。总设计师和编剧迈克尔·施特穆勒强调游戏的图形会不太逼真，方法更加风格化，以营造出忠于三部曲的感觉。谜题被设计成需依靠角色的物品清单中的可使用物件和其他开发商没有为主角马蒂考虑、各个部分能组装成小工具的物件。
由于福克斯无法为游戏出演马蒂一角，新人A·J·洛卡斯齐奥将代替他为主角配音，但福克斯后来在第五章中为马蒂的祖父威廉，以及三个出现在游戏结尾镜头中的未来主义版本马蒂提供配音。洛卡斯齐奥为了赢得这一角色，向配音导演朱利安·科瓦内斯基（Julian Kwasneski）寄去试音样本的电子邮件，设法打动盖尔和劳埃德，让两人发现他的声线非常接近福克斯在拍摄三部曲时的声音。劳埃德回归为布朗博士配音，并于2010年9月下旬启动了他的首轮录音。后来，克劳迪娅·威尔斯加盟团队，再次演绎珍妮·帕克一角。基德·彼洋代替演员托马斯·弗朗西斯·威尔逊为比夫·塔内配音，詹姆斯·阿诺德·泰勒为年轻的爱默配音。尽管乔治、洛林·麦佛莱等角色在游戏中回归，但这些角色配音工作由湾区的可配音演员完成。汤姆·威尔逊在30周年重制版中为比夫·塔内配音。

## 宣传

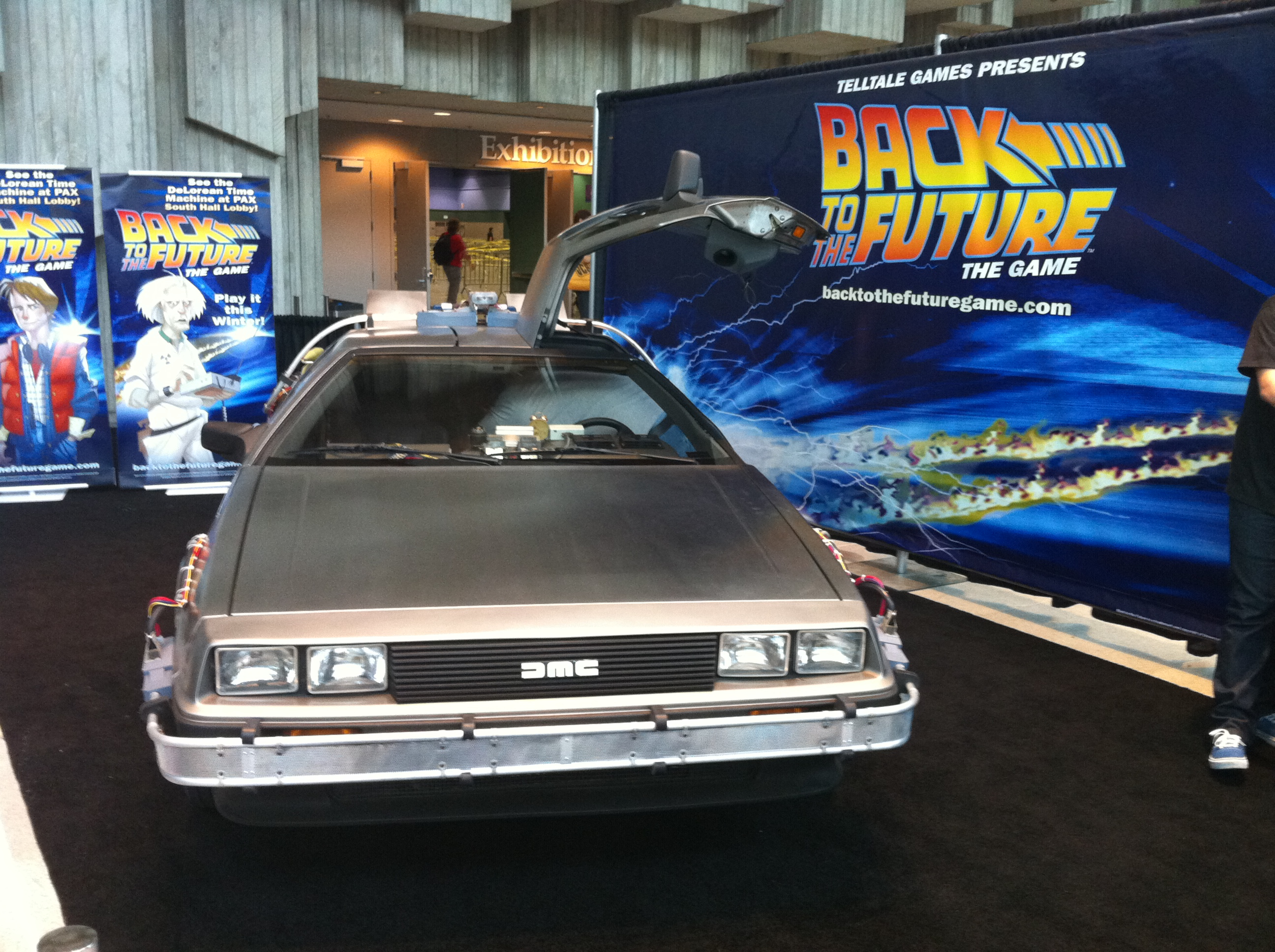
Telltale Games于2010年西雅图彭妮通道游戏博览会上展示的德罗宁时间机器复制品。

为了宣传游戏，游戏公布后不久，Telltale在2010年的彭妮通道游戏博览会的展台上展出了德罗宁时间机器的复制品。游戏发行前夕，Telltale Games发表他们的第一部Facebook游戏《回到未来：穿越时空的闪电战》（Back to the Future: Blitz Through Time），其玩法类似于《宝石迷阵闪电风暴》并配以游戏情节。游戏到2012年已下架。
2010年10月26日，游戏第一章免费拷贝的优惠券公布，附带电影上映25周年蓝光纪念版。Telltale网站制作的促销广告连接到免费拷贝。尽管有促销活动，第一章于2011年2月16日发行。截至2011年4月，Telltale为网站所有注册账户免费提供第一章。作为预购的奖励，Telltale向订购者提供《谜题侦探》的免费拷贝和访问网站预发行内部论坛的权限。公司还表示代表每位买主向迈克尔·J·福克斯帕金森病研究基金会捐献一美元。

## 评价
| 游戏             | Metacritic |
| ---------------- | ---------- |
| 第一章：该上路了 | 74/100     |
| 第二章：落入法网 | 74/100     |
| 第三章：极权社会 | 71/100     |
| 第四章：双重眼界 | 71/100     |
| 第五章：终极对战 | 75/100     |

游戏获得普遍积极的评价。第一章《该上路了》被多位评论家称赞为系列的有效开头。IGN的格雷格·米勒（Greg Miller）给予本章8.5/10分，并写道，“这是一部电影风格的游戏，但他没有被原著吸住，反而把角色推进有意思的方向，鞭打出一个好故事。”米勒赞赏Telltale Games用注重细节和反复的风趣对话重现《回到未来》的宇宙。Gamespot的内森·穆尼耶（Nathan Meunier）给予本章7.5/10分，称该系列“展示了其作为处女作的许多承诺”。评论补充道，“有趣的故事紧接着被可靠的角色互动增强，将伟大意义上的真实感灌输到冒险中。”穆尼耶还注意到作品“在挑战和内容上散发出令人惊讶的光芒”。GameZone的本·佩尔李（Ben PerLee）总结称，他称赞了游戏，表示这“对每一位《回到未来》的影迷来说，都是自我感觉良好的电影体验，其他人都应该好好看看。PALGN给予作品7/10分，表示影迷“会发现所有的倒叙和怀旧时刻蕴含着大量的爱”，但称游戏的节奏慢，上世纪30年代的设定平淡。评论总结道，“影迷们会为《是时候了》更加怀旧和巧妙的时刻感到欣喜的”，但这是一个短暂、简单，开头有些平淡的游戏，我们仍然希望用时间来改善这些缺陷。“在一篇2/5星的评论中，《帝国》杂志称游戏的第一章“并未完全获得电影的基调，没能提供很多极富魅力的游戏玩法。”评论员称摄制、情况和角色“平淡”，并进一步称角色是“纸板式的无名之辈”，就没有评论系列的其他章节了。评论家的共识是，除了配音是个例外，都特别赞赏A·J·洛卡斯齐奥模仿迈克尔·J·福克斯扮演马蒂·麦佛莱。大多数评论家都批评章节的难题是过于简单和容易的。评论聚合网站Metacritic给情节打出74/100分的平均得分。
截至2011年2月，游戏是Telltale Games最成功的专营权作品。